# Staudamm Sidi Saïd Maâchou
Der Staudamm Sidi Saïd Maâchou (französisch Barrage Sidi Saïd Maâchou) ist eine Talsperre des Flusses Oum er-Rbia in Marokko. Er liegt in der Provinz Settat, 46 Kilometer flussabwärts der Talsperre Daourat. An dieser Stelle beschreibt der Fluss eine Dreifachschleife; hier besteht auf 1500 Metern Länge ein Gefälle von 13 Metern, das durch den Damm zur Stromproduktion ausgenutzt werden kann. Das Flusskraftwerk erzeugt durchschnittlich 55 Mio. kWh/Jahr. Die Anlage wurde in den Jahren 1925 bis 1929 errichtet und ist damit die älteste des Landes. Seit 1952 wird der Stausee mit seinen 1 Mio. Kubikmetern Speichervolumen auch als Rohwasserreservoir für die Trinkwasserversorgung von Casablanca genutzt.

## Kraftwerk
Das Wasserkraftwerk hat eine installierte Leistung von 20,8 MW.